# Lüne (Sachsenkriege)
Lüne ist die Bezeichnung für eine Örtlichkeit am oder in der Nähe des linken Unterlaufs der Elbe, der fast ausschließlich im Zusammenhang mit dem Sachsenfeldzug Karls des Großen im Jahr 795 genannt wird.

## Hintergrund
Von 794 bis 799 unternahm Karl der Große jährlich Feldzüge im Gebiet der Sachsen, um seine Eroberungen dort zu konsolidieren (vgl. Sachsenkriege (Karl der Große)). So auch 795, allerdings blieb er in diesem Jahr bis Juli in Aachen und hielt danach eine Reichsversammlung (placitum) in Kostheim bei Mainz ab. Von dort brach er im Herbst nach Sachsen auf.
Nachdem Karl das Land zum großen Teil verwüstet hatte, kehrte er unter Mitnahme einer großen Zahl Geiseln nach Aachen zurück, um dort das Weihnachtsfest 795 zu begehen.

## Hliuni
Auf seinem Feldzug lagerte Karl an einem Ort Hliuni, um dort die Ankunft der mit ihm verbündeten Slaven zu erwarten, die er zur Hilfe herbeigerufen hatte.
Hliuni wird üblicherweise mit Lüne übersetzt und dies wiederum auf einen der drei Kerne Lüneburgs bezogen, zumeist auf die spätere, ab 951 als Sitz der Billunger belegte Burg auf dem Kalkberg. Allerdings entspricht der elbgermanische Name Hliuni dabei dem langobardischen Wort für Zufluchtsort, so dass es sich auch um einen Gattungsbegriff statt einer konkreten Ortsbezeichnung handeln kann.
Hinzu kommt, dass nur die Annales regni Francorum von dem Ort Hiluni berichten:
- Nach den Annales regni Francorum soll Karl bis an die Elbe gelangt sein an einen Ort, der Hliuni genannt werde.[8]
- Die Annales Laureshamenses, die Annales Einhardi und das Chronicon Moissiacense nennen hingegen das einige Kilometer nördlich von Lüneburg liegende Bardowick bzw. eine Burg daselbst als Lagerort,[9] die Annales Petaviani allgemeiner den Bardengau.[10]

Karls Aufenthalt in Lüne hat zudem zur Ausbildung der Sage geführt, es sei ein von Cäsar der Luna geweihtes Standbild zerstört worden.

## Witzan
Die Slawen, die Karl erwartete, waren die jenseits der Elbe siedelnden Abodriten unter ihrem Anführer Witzan. Allerdings wartete Karl vergebens, denn Witzan war beim Überqueren der Elbe von aufständischen Sachsen getötet worden. Die Annales Laurissenses maiores schreiben, dass Witzan in Hliuni selbst getötet worden sei.

## Die Awaren
Im Feldlager empfing Karl Abgesandte des Anführers der Awaren, die dessen Unterwerfung und Bekehrung zum Christentum sowie sein persönliches Erscheinen anboten.

## Heimo
In der Literatur wird berichtet, Graf Heimo (oder Heimrich) sei am 5. Mai 795 bei Lüne an der Elbe im Kampf gefallen. Diese zweite Erwähnung Lünes im gleichen Jahr ist zweifelhaft. Sie ist nicht durch Quellen belegt. Sie müsste überdies zeitlich vor dem Feldzug Karls (und wohl auch der Ermordung Witzans) liegen. Heimo war im Jahr 764 Mitstifter des Klosters Lorsch, ist 772 und 782 als Graf im Oberrheingau sowie 778 als Graf im Lahngau bezeugt, und trat 784 als Laienabt von Mosbach auf; er war der Sohn des Grafen Cancor aus dem Haus der Robertiner und ist der Stammvater der fränkischen Babenberger oder auch Popponen.